# Vasily Grigoryevich Zaytsev
Vasily Grigoryevich Zaytsev (tiếng Nga: Василий Григорьевич Зайцев) (sinh ngày 23 tháng 3 năm 1915, mất ngày 15 tháng 12 năm 1991) là một tay súng bắn tỉa nổi tiếng của Hồng quân trong Chiến tranh vệ quốc vĩ đại.

## Tiểu sử và chiến công
Zaytsev sinh ra tại làng Yeleninskoye, tỉnh Chelyabinsk và lớn lên ở vùng núi Ural. Họ của ông, Zaytsev, trong tiếng Nga có cùng gốc với từ thỏ rừng (zayats). Ông nhập ngũ vào Hải Quân Liên Xô năm 1937, nhưng sau khi biết được sự khốc liệt của cuộc chiến diễn ra tại Stalingrad, năm 1942 ông đã quyết định xin tình nguyện đến thành phố này để chiến đấu. Tại đây, Zaytsev thuộc trung đoàn Xạ thủ bắn tỉa 1047, sư đoàn lính bắn tỉa 284.
Tại Trận Stalingrad, từ ngày 10 tháng 11 đến ngày 17 tháng 12 năm 1942, Zaytsev đã bắn hạ 225 lính và sĩ quan quân đội Đức Quốc xã và quân đội các nước thuộc phe Trục, trong đó có 11 tay súng bắn tỉa của đối phương. Cho đến trước ngày 10 tháng 11, ông đã hạ 32 lính đối phương với một khẩu súng trường tiêu chuẩn Mosin-Nagant. Từ tháng 10 năm 1942 đến tháng 1 năm 1943, Zaytsev đã bắn hạ 242 lính và sĩ quan đối phương (đã kiểm chứng) nhưng con số thật sự có thể còn cao hơn, vài số liệu cho rằng con số này có thể lên tới 400. Tại thời điểm đó Zaytsev đang là thiếu úy Hồng quân.
Phải nói thêm rằng trong Chiến tranh Vệ quốc, Hồng quân còn có nhiều tay súng bắn tỉa xuất sắc khác như Anh hùng Liên Xô Fyodor Okhlopkov. Có một vài nguồn nói rằng binh sĩ Hồng quân Ivan Mikhailovich Sidorenko thuộc trung đoàn lính bắn tỉa 1122 cho đến cuối chiến tranh đã bắn hạ khoảng 500 lính và sĩ quan đối phương.
Zaytsev tham gia chiến đấu cho đến tháng 1 năm 1943 khi ông bị thương ở mắt do mìn, Vasily đã được giáo sư nổi tiếng Volodymyr Filatov phục hồi lại thị lực. Sau đó Zaytsev đã quay trở lại mặt trận và kết thúc chiến tranh với quân hàm Đại úy. Sau chiến tranh, Zaytsev gặp lại đồng đội ở Berlin, họ đã giới thiệu cho Vasily khẩu súng bắn tỉa của ông với dòng chú thích "Gửi đến Anh hùng Liên bang Xô viết Vasily Zaytsev, người đã làm hơn 300 tên phát xít chôn thây tại Stalingrad". Khẩu súng này hiện được lưu giữ tại bảo tàng về Trận Stalingrad tại thành phố Volgograd. Sau khi giải ngũ, Zaytsev tham gia quản lý một nhà máy dệt tại Kiev theo đúng mơ ước thuở bé mà ông ước mơ.

## Vinh danh
Zaytsev đã được phong tặng danh hiệu cao quý nhất của Hồng quân, danh hiệu Anh hùng Liên bang Xô viết.

Ông qua đời ngày 15 tháng 12 năm 1991 tại Kiev. Nguyện vọng trước khi chết của Zaytsev là được chôn tại Đài tưởng niệm các chiến sĩ bảo vệ Stalingrad. Ngày 31 tháng 1 năm 2006, di hài Vasily G. Zaytsev đã được chuyển về khu nghĩa trang trên đồi Mamayev thành phố Volgagrad với nghi thức trọng thể, ông được chôn bên cạnh đài tưởng niệm trên đó có khắc câu nói nổi tiếng của ông:
 "Bên kia sông Volga không có đất cho chúng ta".